# Resolució 2171 del Consell de Seguretat de les Nacions Unides
La Resolució 2171 del Consell de Seguretat de les Nacions Unides fou adoptada per unanimitat el 21 d'agost de 2014. El Consell va demanar un millor aprofitament de les possibilitats que tenia a través de la Carta de les Nacions Unides per frenar el brot de possibles conflictes.
El Secretari General va assenyalar al començament del debat que s'havien produït simultàniament diversos conflictes violents -com ara a Síria, l'Iraq, Franja de Gaza, Sudan del Sud, la República Centreafricana i Ucraïna- i la forma en què l'ONU s'havia acostat a revisar-los. Després de tot, la naturalesa dels conflictes canviava si hi havia governs febles, pobresa extrema, manca de lideratge uniforme, fronteres mal vigilades, grups de població marginats, terrorisme i crim organitzat fora de control.

## Contingut
Per evitar conflictes s'havien d'abordar estructuralment les causes subjacents; entre altres coses, calia reforçar l'aplicació de la llei, garantir el creixement econòmic, la lluita contra la pobresa, la reconciliació nacional, el bon govern, la democràcia, la igualtat de gènere i el respecte dels drets humans. Era important detectar a temps les situacions que podrien donar lloc a un conflicte i cridar l'atenció del Consell de Seguretat pel Secretari General i aplicar diplomàcia, mediació, manteniment de la pau i desarmament. També hi podria contribuir la imposició de sancions internacionals. A més, es va observar que, a causa de l'extremisme i la intolerància, el terrorisme motivat tenia un paper cada vegada més gran en més conflictes. A més, era important que es combatés la impunitat contra el genocidi, les violacions dels drets humans i els crims de guerra i altres violacions del dret internacional.
La prevenció de conflictes quedava per damunt de tot la responsabilitat dels propis països. L'ONU només donava suport als governs nacionals. A més, era la tasca de tots els països resoldre els desacords internacionals de forma pacífica, d'acord amb el capítol VI de la Carta de les Nacions Unides. Alguns temes com la negociació, la mediació, l'arbitratge i l'abordatge de les organitzacions regionals encara estaven infrautilitzats.